# Isabel Macías
Isabel Macías Chow (11 de agosto de 1984, Zaragoza) es una atleta española, especialista en medio fondo. Integraba las filas del Simply Scorpio y su entrenador era Luis Alberto Marco. Fue subcampeona europea en pista cubierta en 2013, en la prueba de 1500 metros. Participó de los Juegos Olímpicos de Londres 2012.
El 2 de enero de 2021 anunció su retirada del atletismo a los 36 años y con 20 años de carrera deportiva.

## Biografía
Está diplomada en Magisterio de Educación Física en el 2005, y en Educación Infantil 2009 y graduada en periodismo en la Universidad de Zaragoza. Realizó un Máster en Dirección de Comunicación en la Universidad Católica San Antonio de Murcia (UCAM).
Es entrenadora nacional de atletismo.

## Equipos
| 1999-2001  | 2002-2007            | 2008             | 2009      | 2010                | 2011                | 2012                 |                |
| ---------- | -------------------- | ---------------- | --------- | ------------------- | ------------------- | -------------------- | -------------- |
| C.N.Helios | Valencia Terra i Mar | Carrefour Bezana | Bidezabal | CAP Puerto Alicante | CAP Puerto Alicante | Valencia Terra i Mar | Simply Scorpio |

## Historial deportivo
| Posición                                | Prueba | Lugar          | Año            |
| --------------------------------------- | ------ | -------------- | -------------- |
| Subcampeona de Europa de Pista Cubierta | 1500 m | Goteborg       | 2013           |
| Campeona Iberoamericana                 | 1500 m | Ponce          | 2006           |
| Mejor marca de España Juvenil           | 1500 m | Pista cubierta | 2001           |
| Campeona de España Absoluta             | 1500 m | Aire Libre     | 2011           |
| Campeona de España Absoluta             | 1500 m | Pista Cubierta | 2011-2012-2014 |
| 5ª camp. De Europa                      | 1500 m | Pista Cubierta | 2011           |
| 6ª camp. Del Mundo                      | 1500 m | Pista Cubierta | 2012           |
| Campeona de España Absoluta             | Milla  |                | 2010           |
| Subcampeona de España Absoluta          | 800 m  | Aire Libre     | 2008           |
| Subcampeona de España Absoluta          | 1500 m | Pista Cubierta | 2008-2010      |
| Bronce Camp. Esp. Abs.                  | 1500 m | Pista Cubierta | 05-06-07-09    |
| Récord de España Juvenil                | 1500 m | Pista Cubierta | 2001           |
| Campeona de España Promesa              | 1500 m | Aire Libre     | 04-05-06       |
| Campeona de España Promesa              | 800 m  | Aire Libre     | 2005           |
| Campeona de España Promesa              | 1500 m | Pista cubierta | 04-05-06       |
| Campeona de España Júnior               | 1500 m | Aire Libre     | 02-03          |
| Campeona de España Júnior               | 1500 m | Pista Cubierta | 2003           |
| Campeona de España Júnior               | Cross  |                | 2003           |
| Campeona de España Juvenil              | 1500 m | Aire libre     | 2001           |
| Campeona de España Juvenil              | Cross  |                | 2001           |
| Campeona de España Cadete               | 1000 m | Aire libre     | 2000           |
| Campeona de España Cadete               | Cross  |                | 2000           |

## Mejores Marcas
| Prueba | Marca   | Lugar             | Data        |
| ------ | ------- | ----------------- | ----------- |
| 800 m  | 2:03.49 | Stockholm         | 18 JUN 2011 |
| 1500 m | 4:04.84 | Paris Saint-Denis | 06 JUL 2012 |

| Prueba | Marca   | Lugar     | Data        |
| ------ | ------- | --------- | ----------- |
| 800 m  | 2:04.01 | Sevilla   | 11 FEB 2011 |
| 1500 m | 4:08.80 | NY Armory | 11 FEB 2012 |